# 지미 카터의 사망과 국장
2024년 12월 29일, 제39대 미국 대통령이자 제76대 조지아주의 주지사이며 퇴임 후 활동으로 2002년 노벨 평화상을 수상한 지미 카터가 약 2년간 호스피스 치료를 받던 중 조지아주 플레인스의 자택에서 사망했다. 1924년 10월 1일 출생인 카터는 2024년 12월 29일 사망 당시 100년 89일세로, 역사상 가장 오래 산 미국 대통령이었으며 100세가 된 최초의 대통령이었다.
전 세계 지도자들로부터 애도의 메시지가 전해졌고, 카터의 안치 기간을 포함하여 광범위한 장례 일정이 발표되었다. 이 중에는 미국 국회의사당에서의 안치, 그리고 카터의 장례식이 열리는 2025년 1월 9일을 조 바이든 대통령이 국가 애도의 날이자 연방 공휴일로 선포하는 일정도 포함되었다.

## 배경
특히 뇌와 간에 흑색종이 전이되는 등 여러 건강 문제와 신체 능력 저하를 수년간 겪은 후, 카터 센터는 2023년 2월 18일, 카터가 "추가 의료 개입 대신 호스피스 치료"를 받기 위해 집에 머물고 있다고 발표했다. 소식통들은 호스피스 치료가 의학적으로 환자의 기대 수명이 6개월 이내임을 의미하며, 호스피스 치료를 받는 환자는 일반적으로 몇 주 이내에 사망한다고 언급했다. 발표 다음 주에는 카터의 가까운 가족들이 플레인스에 있는 자택에 와서 마지막 날을 함께 보내고 있다고 보도되었으나, 4개월 후 지역 뉴스는 카터가 여전히 "훌륭한 정신으로 가족을 방문하고 아이스크림을 즐기고 있다"고 보도했다.
2023년 8월 말, 카터의 손자 제이슨 카터는 카터의 건강 상태에 대한 최신 정보를 제공하며 할아버지가 "삶의 마지막 장"에 있다고 언급했다. 9월 중순에는 제이슨이 카터와 전 영부인 로절린 카터 모두 "끝을 향해 가고 있다"고 추가로 보고했다. 그러나 두 사람 모두 9월 23일 플레인스 피넛 페스티벌을 통해 드라이브를 할 수 있을 만큼 건강했다. 2023년 11월 17일, 그의 아내 로절린도 호스피스 치료를 시작할 것이라고 발표되었다. 그녀는 이틀 후 96세의 나이로 사망했으며, 카터는 그녀의 장례식에 참석했다. 카터의 마지막 공개석상 등장은 2024년 10월 1일 그의 100번째 생일이었는데, 이 때 그는 군용 비행기의 기념 비행을 관람했다.
카터는 2006년 제럴드 포드 사망 이후 18년 동안 가장 오래 살아있는 전 대통령이었다. 2012년 9월, 그는 허버트 후버를 제치고 가장 오래 재임한 대통령이 되었다. 7년 후인 2019년 3월 22일, 그는 조지 H. W. 부시의 수명(2018년 11월 사망 당시 94년 171일세)을 넘어 가장 오래 산 대통령이 되었다. 두 사람 모두 1924년에 태어났다. 그는 90대에 도달하는 것이 얼마나 힘든 일인지 언급하며, 2019년 피플과의 인터뷰에서 자신이 이렇게 오래 살 줄은 예상치 못했다고 말하며 장수의 비결이 좋은 결혼 생활이라고 주장했다.
2024년 12월 29일, 카터는 조지아주 플레인스에 있는 자택에서 사망했다. 카터의 아들 제임스 E. 카터 3세는 그가 동부 표준시 오후 3시 45분경 사망했다고 밝혔다.

## 반응
조 바이든 대통령은 "미국과 세계는 비범한 지도자, 정치가, 인도주의자를 잃었다"고 말했으며, 세인트크로이에서 연설하면서 카터를 "놀라운 지도자"라고 칭했다. 도널드 트럼프 대통령 당선자는 카터가 "모든 미국인의 삶을 개선하기 위해 최선을 다했다"고 말했다. 버락 오바마, 조지 W. 부시, 빌 클린턴 전 대통령과 앨 고어 전 부통령도 카터에게 애도를 표했다. 카터가 2016년 미국 대통령 선거 민주당 후보 경선에서 투표했던 버니 샌더스 상원의원은 "지미 카터는 대통령으로서, 그리고 말년에 했던 일 모두에서 품위 있고 정직하며 소박한 사람으로 기억될 것"이라고 말했다. 조지아주의 정치계에서도 브라이언 켐프 주지사, 켈리 레플러 전 미 상원의원, 주의회 대표단 및 조지아주의 공화당과 민주당의 많은 인사들이 그의 사망을 애도했다. 애틀랜타에 가장 큰 허브를 운영하는 델타 항공도 카터의 사망에 반응하며 그의 과거 삶을 칭송했다.
국제적으로는 브라질의 루이스 이나시우 룰라 다 시우바 대통령, 영국 및 기타 영연방 왕국의 찰스 3세 국왕, 영국의 키어 스타머 총리, 이탈리아의 세르조 마타렐라 대통령, 쿠바의 미겔 디아스카넬 대통령, 이집트의 압둘팟타흐 시시 대통령, 프랑스의 에마뉘엘 마크롱 대통령, 독일의 올라프 숄츠 총리, 방글라데시의 무함마드 유누스 수석 고문, 헝가리의 오르반 빅토르 총리, 이스라엘의 이츠하크 헤르초그 대통령, 이스라엘의 베냐민 네타냐후 총리, 이시바 시게루 일본 총리, 파나마의 호세 라울 물리노 대통령, 우크라이나의 볼로디미르 젤렌스키 대통령, 교황 프란치스코, 캐나다의 쥐스탱 트뤼도 총리, 인도의 나렌드라 모디 총리, 호주의 앤서니 앨버니지 총리, 중국의 시진핑 주석, 네덜란드의 딕 스호프 총리, 빌럼알렉산더르 네덜란드 국왕, 안토니우 코스타 유럽 이사회 의장, 몰디브의 모하메드 무이주 대통령, 팔레스타인의 마흐무드 압바스 대통령, 필리핀의 봉봉 마르코스 대통령, 탄자니아의 사미아 술루후 하산 대통령, 그리고 베트남의 르엉끄엉 주석이 카터의 죽음을 애도했다.
다른 반응과는 달리, 이란 국영 텔레비전의 카터 사망 보도는 그를 "경제 제재의 설계자"로 규정하고 "이란을 제대로 다루는 데 실패했다"고 언급했다. 12월 30일 유엔 안전 보장 이사회에서 카터에 대한 묵도가 거행되었다.

## 초기 활동

### 국가 애도

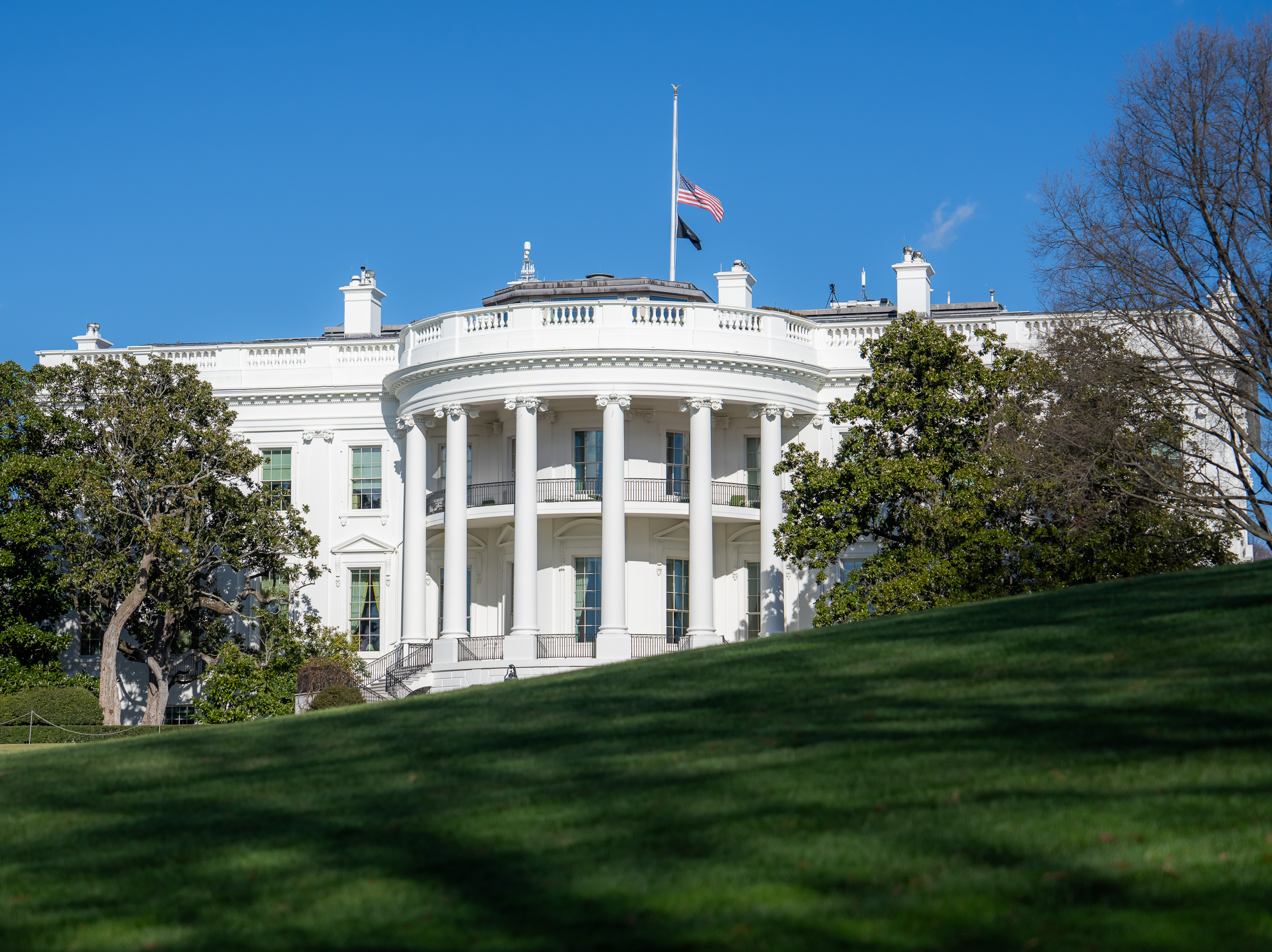
2024년 12월 30일, 백악관에 조기로 게양된 미국 국기.

바이든 대통령은 연방법에 따라 30일간(1월 28일까지) 미국 국기를 조기로 게양하도록 지시했는데, 여기에는 1월 20일 열리는 도널드 트럼프 대통령 당선자의 취임식도 포함되었다. 그럼에도 불구하고 1월 15일 마이크 존슨 하원의장은 취임식 당일에 국회의사당에서 국기를 전장으로 게양할 것이라고 발표했으며, 다음 날 다시 조기로 내려 故 카터 대통령에 대한 30일 조기 게양을 계속했다. 대통령의 지시에 따라 주지사들은 카터를 기리고 주 내 국기를 조기로 게양하는 행정 명령을 발표했으며, 일부 주는 존슨 하원의장의 선례를 따라 트럼프 취임식 당일에 국기를 전장으로 게양하기도 했다. 바이든은 카터의 장례식이 열리는 1월 9일을 국가 애도의 날이자 연방 공휴일로 선포했다.
스미스소니언 협회 시설, 백악관, 조지아주 의회 의사당, 지미 카터 국립역사공원 및 기타 공식 장소에 있는 카터의 초상화에는 검은 애도용 드레이프가 걸렸다.

### 예포 및 추모 소집
미군 기지와 해상의 함선들은 12월 30일 일출부터 일몰까지 30분 간격으로 연속적으로 예포를 발사했다. 이는 전직 대통령 서거 시 군사 규정에 따라 이루어진다.

### 기도 예배 및 사목 성명
카터가 교인이었던 조지아주 플레인스의 마라나타 침례교회에서는 12월 30일 추모 기도 예배가 열렸다. 마가렛 키벤 미 하원 의원단 목사는 12월 31일 의원단과 함께 카터를 위한 기도를 주도했다. 카터가 대통령 재임 중 주일학교를 가르쳤던 워싱턴 D.C.의 퍼스트 침례교회는 카터를 위한 추모 예배 계획을 발표했다.
연합 감리 교회 주교 회의는 카터를 "예수님의 가르침을 구현한 헌신적인 기독교인"으로 회고하는 결의안을 발표했다. 예수 그리스도 후기 성도 교회의 제일 회장은 성명을 통해 카터가 "구세주의 권고를 받아들였다"고 선언하며 "카터 가족이 위로와 평화를 느낄 수 있도록" 기도할 것이라고 밝혔다. 교황 프란치스코를 대신하여 교황청 국무원장 피에트로 파롤린 추기경은 "교황 성하께서 그(카터)를 전능하신 하느님의 무한한 자비에 맡기며, 그의 상실을 애도하는 모든 이들이 위로를 받기를 기도하신다"고 발표했다.

## 추도식 및 국장

### 1단계: 카터 대통령 센터
2025년 1월 4일 오전, 카터의 유해는 아메리커스의 피비 섬터 의료 센터에서 애틀랜타로 영구차를 통해 운구되었다. 영구차 행렬은 플레인스의 지미 카터 국립역사공원으로 이동하여 카터와 그의 아내 로잘린이 1962년부터 거주했던 자택에 들렀다. 그런 다음 인근 아처리에 있는 그의 어린 시절 집으로 이동했고, 그곳에서 미국 국립공원관리청이 그에게 경의를 표했으며, 농장의 종이 제39대 미국 대통령임을 기리기 위해 39번 울렸다. 그 후 영구차는 애틀랜타로 이동했고, 그곳에서 그의 조지아 주지사로서의 업적이 조지아 주 의사당에서 기려졌다. 조지아 주 경찰의 경례와 브라이언 켐프 조지아 주지사, 버트 존스 부지사, 앙드레 디킨스 애틀랜타 시장, 그리고 조지아 주의회 의원들이 주도한 묵도가 함께 진행되었다.
카터의 유해는 이어서 카터 센터로 옮겨졌고, 그곳에서 그의 관은 군 의장대에 의해 의식적으로 영접되었다. 의식에는 모어하우스 칼리지 합창단의 "공화국 전투찬가" 공연과 카터의 아들 칩과 손자 제이슨의 연설이 포함되었다. 또한 주지사, 시장, 카터 센터 CEO, 도서관장이 공동으로 두 개의 화환을 놓는 순서도 있었다. 그의 시신은 1월 4일부터 7일까지 카터 센터에 안치되었다.

### 2단계: 워싱턴

#### 워싱턴 귀환 및 장례 행렬

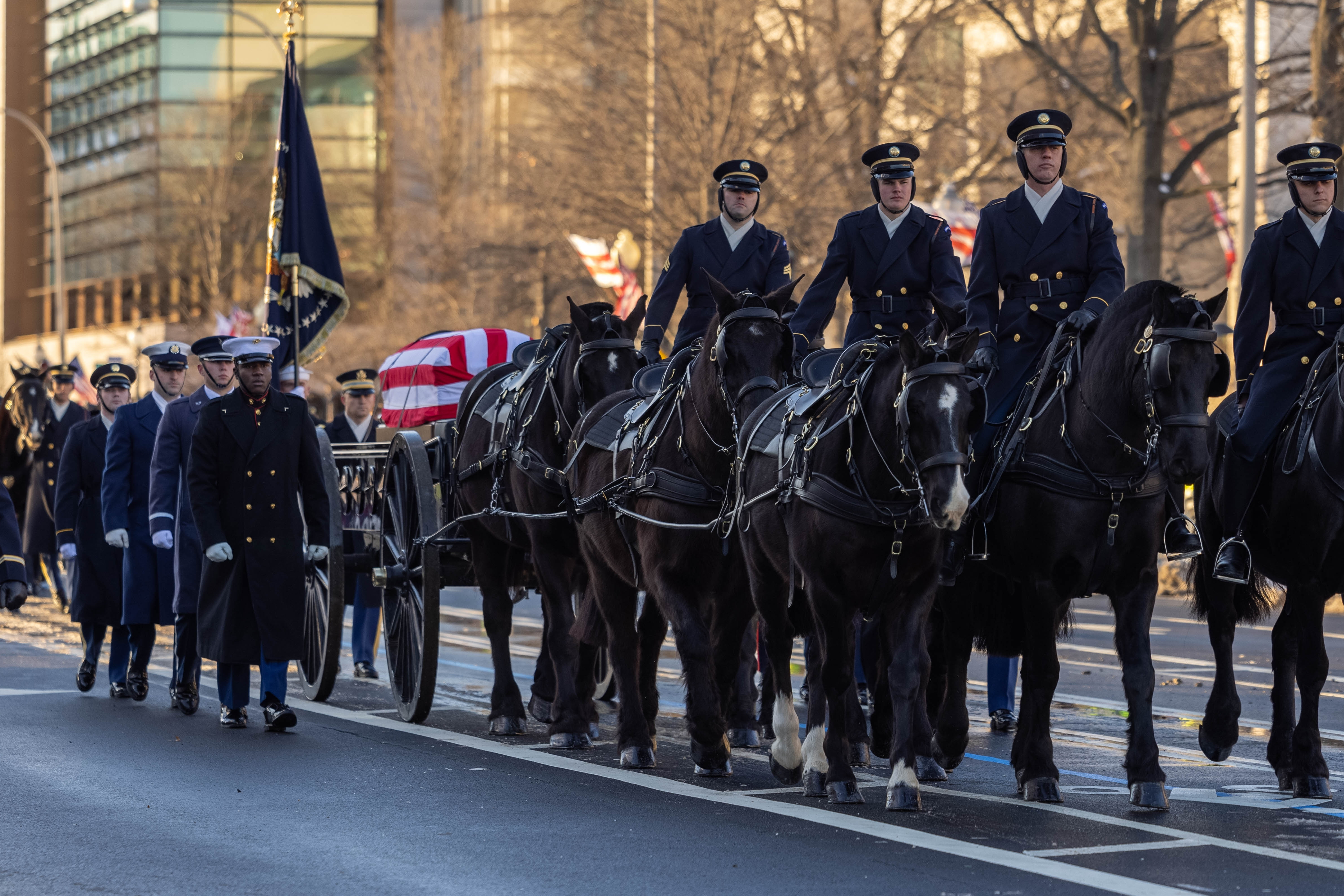
카터의 시신을 실은 관은 펜실베이니아 애비뉴를 따라 미국 육군 대통령 호위 연대의 포차 부대에 의해 미국 국회의사당으로 운구되었다.

1월 7일, 카터의 유해는 카터 센터에서 매리에타의 도빈스 공군 예비 기지로 옮겨졌고, 이어서 메릴랜드주의 앤드루스 합동기지로 비행기를 통해 운구되었다. 카터의 유해는 미국 공군 제89수송비행단의 VC-25 (꼬리 번호 29000)를 통해 "특수 항공 임무 39호" 호출 부호로 수송되었다. 도착 후 카터의 유해는 "대통령 행진곡"이 연주되는 동안 21발의 예포를 받았다.
이후 유해는 차량 행렬을 통해 미국 해군 기념관으로 옮겨졌고, 그곳에서 관은 1977년 카터가 취임식 퍼레이드에서 사용했던 경로의 일부를 따라 미국 국회의사당까지 장례 행렬을 위해 마차가 이끄는 포차로 옮겨졌다. 이 이송 장소는 미국 해군사관학교 졸업생 중 유일하게 총사령관이 된 카터의 위상을 기리기 위함이었다.

#### 국회 의사당 행사
국회의사당에 도착하자마자 대통령 예포 부대는 다시 21발의 예포를 발사했다. 이어서 의장대원들은 국기가 덮인 관을 국회의사당 계단 위로 옮겨 국회의사당 로툰다 안으로 운반했다. 내부에서는 미국 육군 금관 5중주단이 사이먼 앤 가펑클의 "Bridge over Troubled Water"와 같은 음악을 연주했다. 카멀라 해리스 부통령, 의회 의원들, 대법원, 주지사들, 뮤리얼 바우저 워싱턴 D.C. 시장, 미국 내각, 외교단, 그리고 합동참모의장이 참석한 가운데 카터를 위한 추모 예배가 거행되었다.
개회 축복기도는 미 상원 의원단 목사 배리 블랙이 진행했다. 카멀라 해리스 부통령, 존 튠 미국 상원 다수당 원내대표, 마이크 존슨 미국 하원 의장이 카터에 대한 추도 연설을 했다. 척 슈머 상원 소수당 원내대표는 튠과 함께, 하킴 제프리스 하원 소수당 원내대표는 존슨과 함께 각 의회의 화환을 놓았다. 해리스 부통령은 더그 엠호프 세컨드 젠틀맨과 함께 화환을 놓았다. 폐회 축복기도는 미 하원 의원단 목사 마가렛 키벤이 진행했다. 해군사관학교 합창단은 또한 "나의 조국, 그대에게"와 "영원하신 아버지, 강하게 구원하소서" (해군 찬송가)를 불렀다. 그는 1월 7일부터 9일까지 링컨 영구 받침대 위에 놓인 채 국회의사당 로툰다에 안치되었다.

#### 워싱턴 국립 대성당 장례 미사

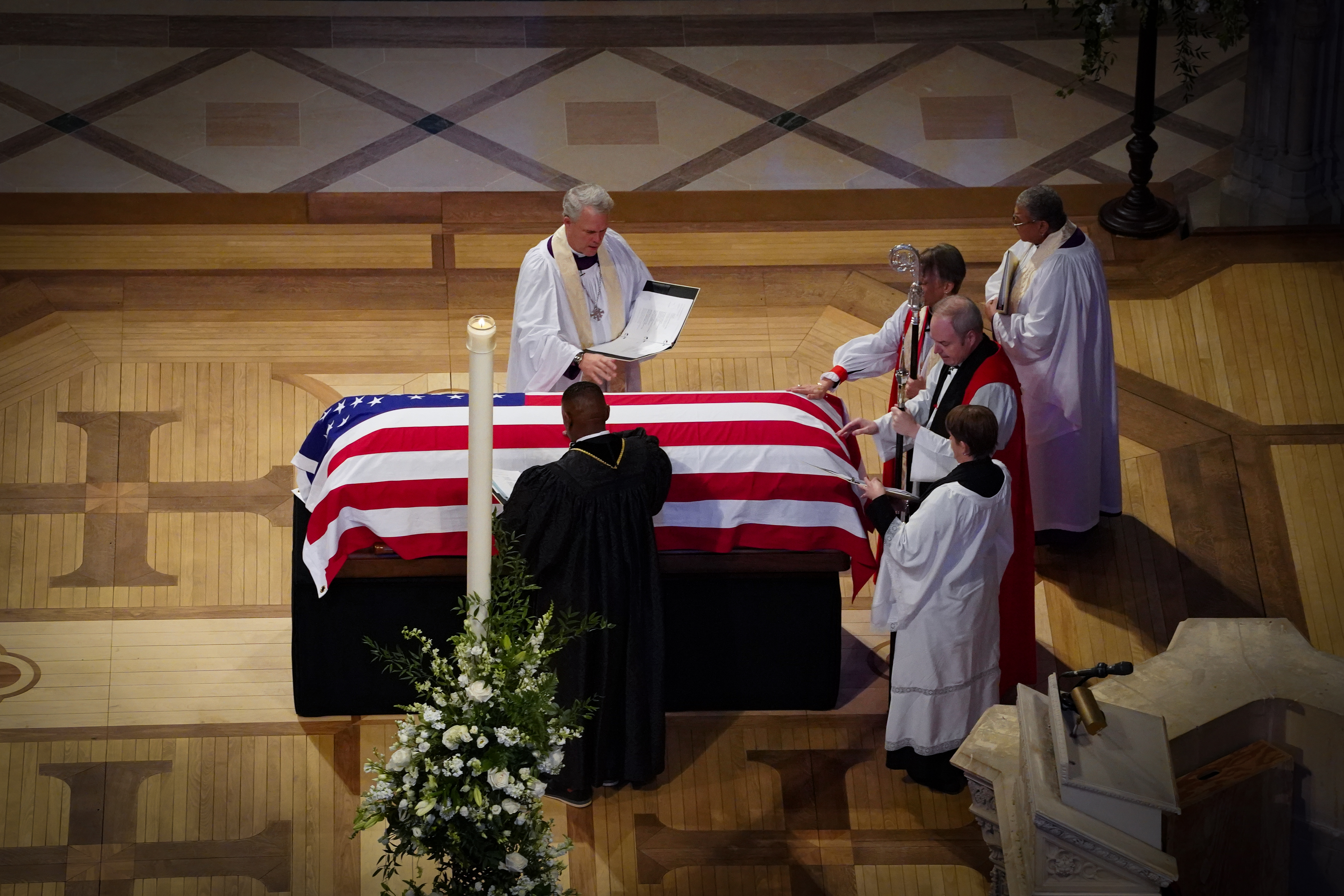
워싱턴 국립 대성당에서 카터의 관 앞에서 기도하는 성공회 및 침례교 성직자들

워싱턴 국립 대성당은 2025년 1월 9일 국장 미사를 주최했으며, 이 미사는 미국 성공회 주교 총무 숀 로우 주교와 워싱턴 주교 메리앤 버디 주교, 그리고 대성당의 학장 랜돌프 홀러리쓰가 집전했다.
조 바이든 대통령이 카터의 추도 연설을 했다. 또한 카터의 손자 조슈아와 제이슨 카터가 낭독을 했고, 개회 강론은 카터의 전 미국 유엔 대사이자 시민권 운동가인 앤드루 영 목사가 했다. 그의 손자 제임스 카터 4세도 마태복음 5장 1-16절을 인용했다. 제이슨과 조슈아 카터, 그리고 제럴드 포드의 아들 스티븐 포드가 추도 연설을 했다. (포드는 카터의 전임 대통령이자 1976년 대통령 선거의 상대 후보였으며, 2006년 사망) 월터 먼데일의 아들 테드 먼데일도 추도 연설을 했다. (먼데일은 카터의 부통령이었으며 2021년 사망) 카터의 1970년 조지아 주지사 선거 당시 쟁점 국장이자 대통령 재임 중 수석 국내 정책 고문이었으며 전 미국 유럽 연합 대사였던 스튜어트 E. 아이젠스탯과 앤드루 영 목사도 추도 연설을 했다. 카터의 개인 목사 토니 로든도 목회 기도를 드렸다. 예배 음악은 국군 합창단, 국립 대성당 합창단, 미국 해안경비대 밴드, 그리고 미국 해병대 오케스트라가 제공했다.
장례 미사 시작 전 연주된 음악에는 "우리 아버지의 하느님", "나와 함께 하소서", "아름다운 미국", "내 목자는 내 필요를 채우리라", "은혜로운 하느님, 자비를 베푸소서", "내 영혼아 잠잠하여라", 그리고 "오소서, 전능하신 왕이여"가 포함되었다. 미사 중 음악으로는 국립 대성당 합창단의 "The Road Home" 연주와 필리스 애덤스, 릴리아 볼든의 Song Rise to Thee의 "어메이징 그레이스"가 포함되었다. 가스 브룩스와 트리샤 이어우드는 존 레논의 "Imagine"을 공연했으며, 미국 해병대 오케스트라와 국군 합창단은 "Eternal Father, Strong to Save"를 불렀다. 퇴장 찬송가는 "모든 권능 주께 돌리고"였다. 생존해 있는 다섯 명의 미국 대통령 전원이 참석했으며, 미셸 오바마를 제외한 모든 생존 미국 영부인들도 참석했다. 또한 카멀라 해리스 부통령과 더그 엠호프 세컨드 젠틀맨, 그리고 댄 퀘일, 앨 고어, 마이크 펜스 전 부통령과 JD 밴스 부통령 당선자도 참석했다.

### 3단계: 조지아주 플레인스에서의 예배

2025년 1월 9일 지미 카터 국립역사공원에서 진행된 카터의 비공개 안장식 중 미 해군 F/A-18 슈퍼 호넷이 비행을 하고 있다.

워싱턴 D.C.에서의 장례식 후 카터의 유해는 차량 행렬로 앤드루스 합동기지로 옮겨졌고, 동일한 호출 부호로 군용 항공기를 통해 앤드루스 합동기지에서 콜럼버스의 포트 무어에 있는 로슨 육군 비행장으로 수송되었다. 조지아주에 도착하자마자 카터의 유해는 고향 플레인스의 마라나타 침례교회로 차량 행렬을 통해 옮겨져 가족과 가까운 친구들과 함께 비공개 장례 미사를 가졌다.
수많은 군인들이 관을 맞이했고, 운구차에서 관을 내리기 전 21대의 항공기가 "결락 대형"으로 비행했다. 이는 그의 해군 복무를 기리기 위함이었다. 사우스캐롤라이나주 포트 잭슨의 제282육군 군악대도 "대통령 행진곡"을 연주했으며, 찬송가인 "내 영혼 평안해"와 "십자가를 내가 지고"를 연주했다.
관이 교회에 들어갈 때 오르가니스트는 "God of Our Fathers"를 연주했다. 교회의 목사인 애슐리 구타스가 예배를 시작했다. 토니 로든 목사가 예배를 인도하며 설교를 했고, 이어서 회중은 찬송가인 "사랑의 매듭"을 불렀다. 예배 중 미 해군 합창단은 "아름다운 미국"과 "영원하신 아버지, 강하게 구원하소서"를 포함한 합창 음악을 제공했으며, 스탠 위트마이어의 반주에 맞춰 조애나 매독스가 "Let There Be Peace on Earth"를 솔로로 불렀다. "대통령 행진곡"이 다시 연주된 후, 관이 교회 밖으로 운반될 때 "내 영혼 평안해"와 "십자가를 내가 지고"가 다시 연주되었다.
카터의 유해는 플레인스를 가로지르는 마지막 행렬을 통해 그의 자택으로 운구되어 비공개 안장식이 거행되었다. 포트 무어 기동 우수 센터 밴드는 "미국의 국가", "만세 반석 열리니", 그리고 "Eternal Father, Strong to Save"를 연주했다. 이어서 21발의 예포가 발사되었고, 한 명의 나팔수가 "취침 나팔"을 연주했다. 군사 규정에 따라 포병을 갖춘 모든 미국 육군 기지는 안장이 완료되었다는 통보를 받으면 50발의 연속 포격으로 "연합에 대한 경례"를 발사하여 국장의 공식적인 마무리를 알리는 것이 관례이다.

## 참석자

### 카터 가족
- 존 윌리엄 "잭" 카터, 전 대통령의 아들
  - 제이슨 카터, 전 대통령의 손자
- 도넬 제프리 "제프" 카터, 전 대통령의 아들
- 제임스 얼 "칩" 카터 3세, 전 대통령의 아들
- 에이미 카터, 전 대통령의 딸

### 미국
- 조 바이든과 질 바이든, 미국 대통령과 영부인[95]
- 도널드 트럼프와 멜라니아 트럼프, 미국 대통령 당선자와 전 미국 대통령, 전 영부인과 차기 영부인[96]
- 버락 오바마, 전 미국 대통령[97]
- 조지 W. 부시와 로라 부시, 전 미국 대통령과 전 미국 영부인[98]
- 빌 클린턴과 힐러리 클린턴, 전 미국 대통령과 전 미국 국무장관[99]
- 카멀라 해리스와 더그 엠호프, 미국 부통령과 세컨드 젠틀맨[100]
- JD 밴스와 우샤 밴스, 오하이오주 상원의원과 미국 부통령 당선자, 차기 세컨드 레이디[101]
- 마이크 펜스와 카렌 펜스, 전 미국 부통령과 전 세컨드 레이디[102]
- 앨 고어, 전 미국 부통령[103]
- 댄 퀘일과 마릴린 퀘일, 전 미국 부통령과 전 세컨드 레이디[104]
- 존 케리, 전 미국 국무장관
- 제프 지언츠, 바이든의 비서실장[105]
- 존 포데스타, 바이든의 기후 고문[106]
- 톰 페레즈, 정부간 사무국 국장[106]
- 스튜어트 E. 아이젠스탯, 카터 대통령 재임 중 수석 국내 정책 고문 및 전 미국 유럽 연합 대사[107]
- 존 튠, 미국 상원 다수당 원내대표 및 사우스다코타주 상원의원[108]
- 마이크 존슨, 미국 하원 의장 및 루이지애나주 하원의원[109]
- 척 슈머, 미국 상원 소수당 원내대표 및 뉴욕주 상원의원[108]
- 하킴 제프리스, 미국 하원 소수당 원내대표 및 뉴욕주 하원의원[108]
- 존 로버츠, 미국 대법원장[110]
- 새뮤얼 알리토, 대법원 대법관[111]
- 소니아 소토마요르, 대법원 대법관[112]
- 엘레나 케이건, 대법원 대법관[112]
- 에이미 코니 배럿, 대법원 대법관[113]
- 브렛 캐버노, 대법원 대법관[112]
- 커탄지 브라운 잭슨, 대법원 대법관[99]
- 라파엘 워녹, 조지아주 상원의원[114]
- 존 오소프, 조지아주 상원의원[114]
- 앤드루 영, 카터의 유엔 대사[115]

### 해외
- 쥐스탱 트뤼도, 캐나다 총리[116][117]
- 후안 마누엘 산토스, 전 콜롬비아 대통령[118]
- 스가 요시히데, 전 일본 총리[119][120]
- 오라녜나사우 공자빈 마벌 (국왕 빌럼알렉산더르 네덜란드 국왕 대표)[99]
- 마르틴 토리호스, 전 파나마 대통령[121]
- 마르셀루 헤벨루 드 소자, 포르투갈 대통령[122]
- 에든버러 공작 에드워드 (영국 및 기타 영연방 왕국의 찰스 3세 국왕 대표)[123][124]
- 고든 브라운, 전 영국 총리[125]
- 안토니우 구테흐스, 유엔 사무총장[126]

## 갤러리

카터 국장
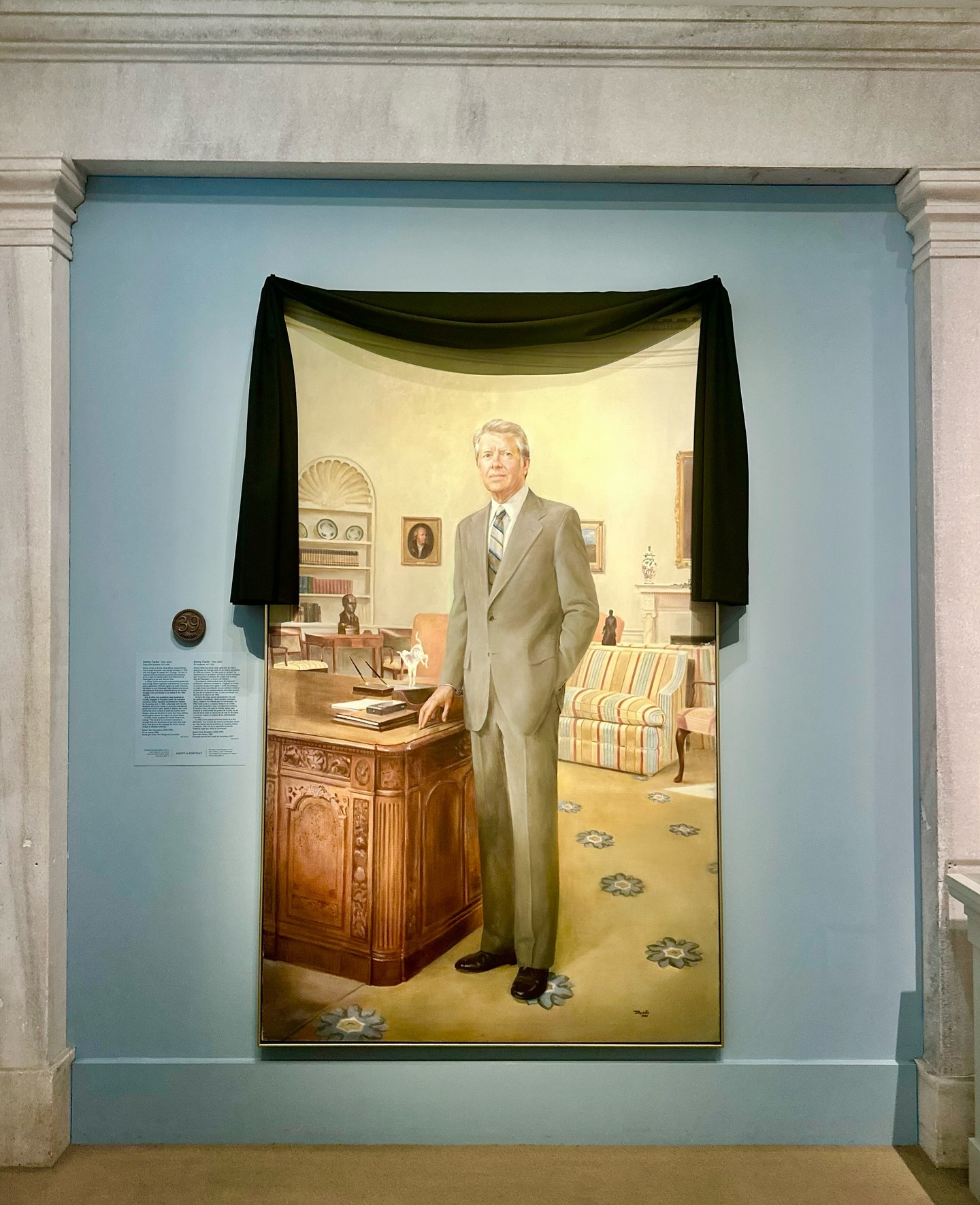
2024년 12월 31일, 국립 초상화 미술관에 검은색 애도용 드레이프가 드리워진 지미 카터 초상화
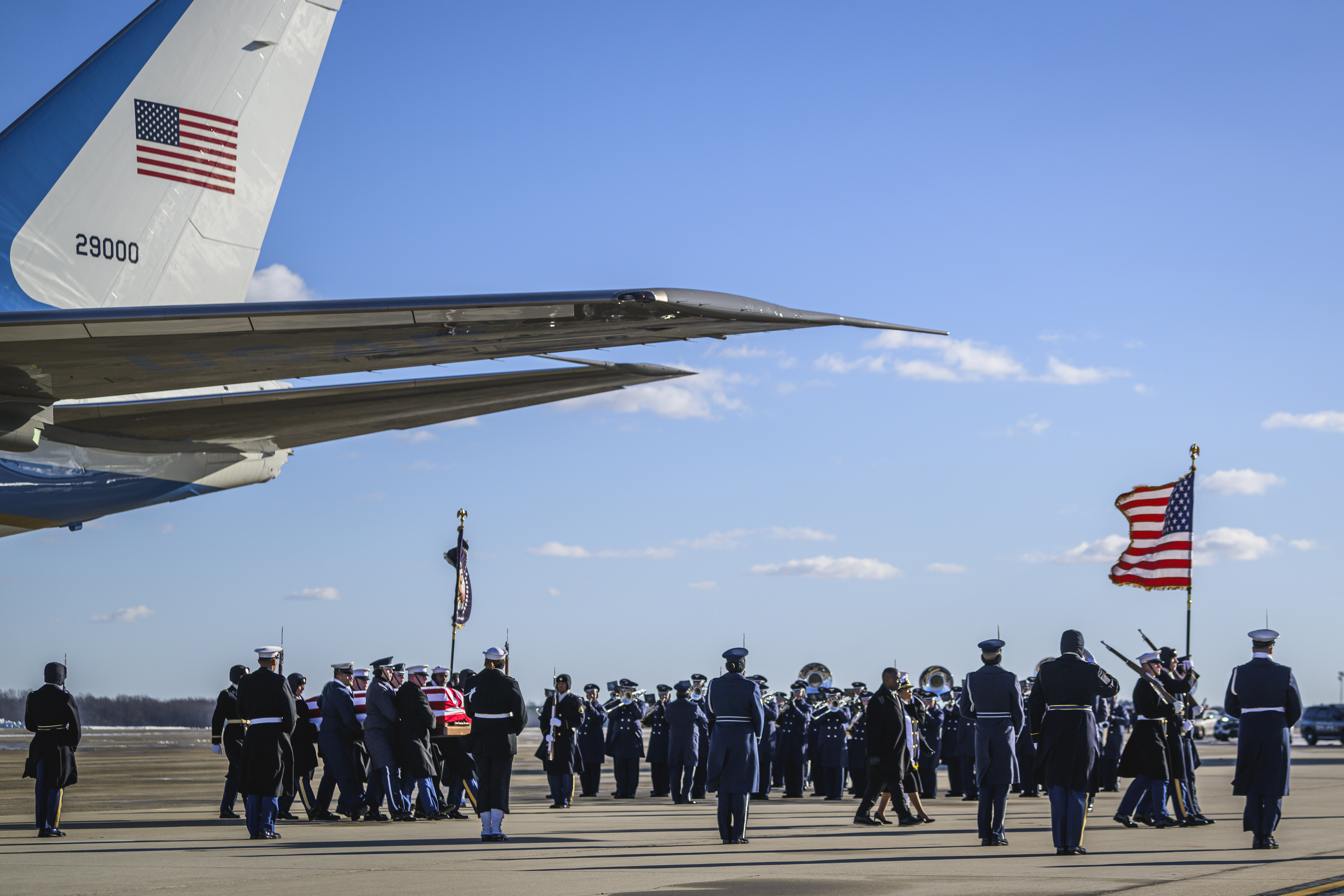
2025년 1월 4일, 카터의 유해를 실은 영구차가 국장을 위해 조지아주 애틀랜타로 향하던 중 지미 카터 국립역사공원을 지나고 있다.
- 2025년 1월 7일, 워싱턴 D.C.에서 미 공군 항공기에서 카터의 관이 하역되고 있다.
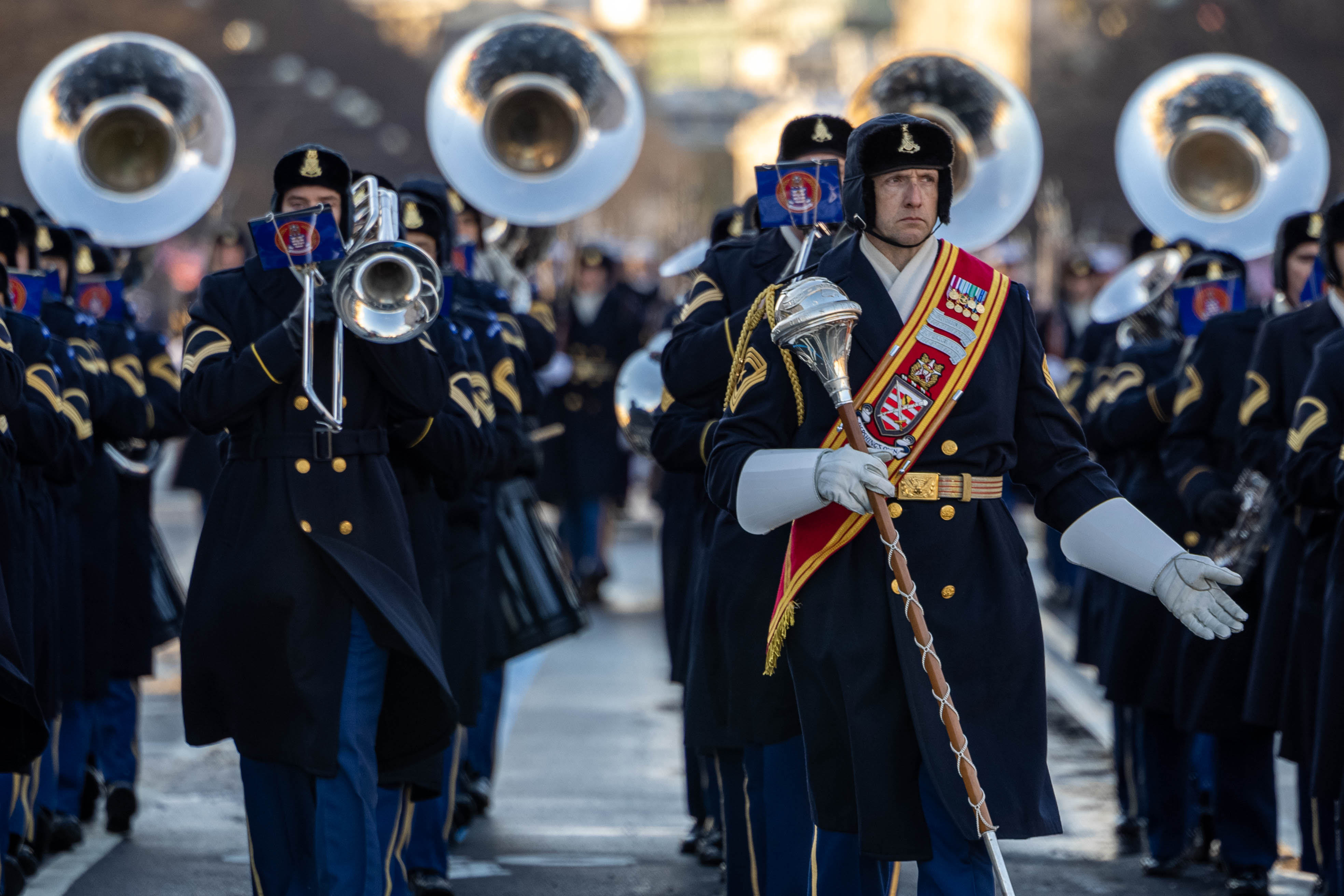
2025년 1월 7일, 장례 행렬 중 존 J. 퍼싱의 미 육군 군악대 "퍼싱스 온" 모습
JTF-NCR 소속 의장대가 2025년 1월 7일 카터의 관이 안치되기 전 미국 국회의사당 계단에 도열해 있다.2025년 1월 7일, JTF-NCR 소속 의장대가 카터의 관이 안치되기 전 미국 국회의사당 계단에 도열해 있다.
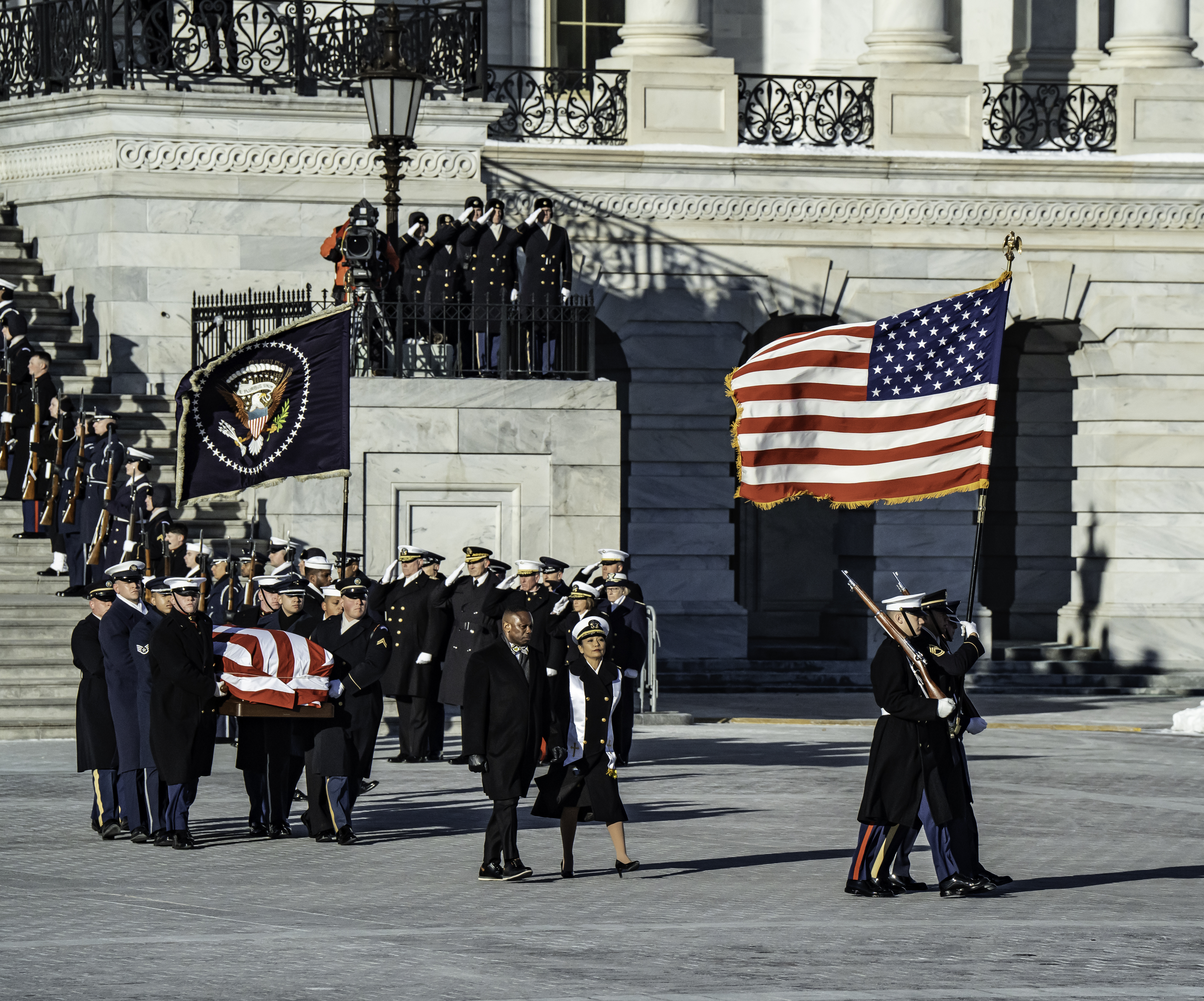
2025년 1월 9일, 카터의 관이 미국 국회의사당에서 국립 대성당으로 옮겨지기 위해 운구되고 있다.

## 같이 보기
- 미국의 국장